# Avenue du Maréchal-Joffre
L'avenue du Maréchal-Joffre est une voie publique de la commune de Nanterre, dans le département français des Hauts-de-Seine.

## Situation et accès

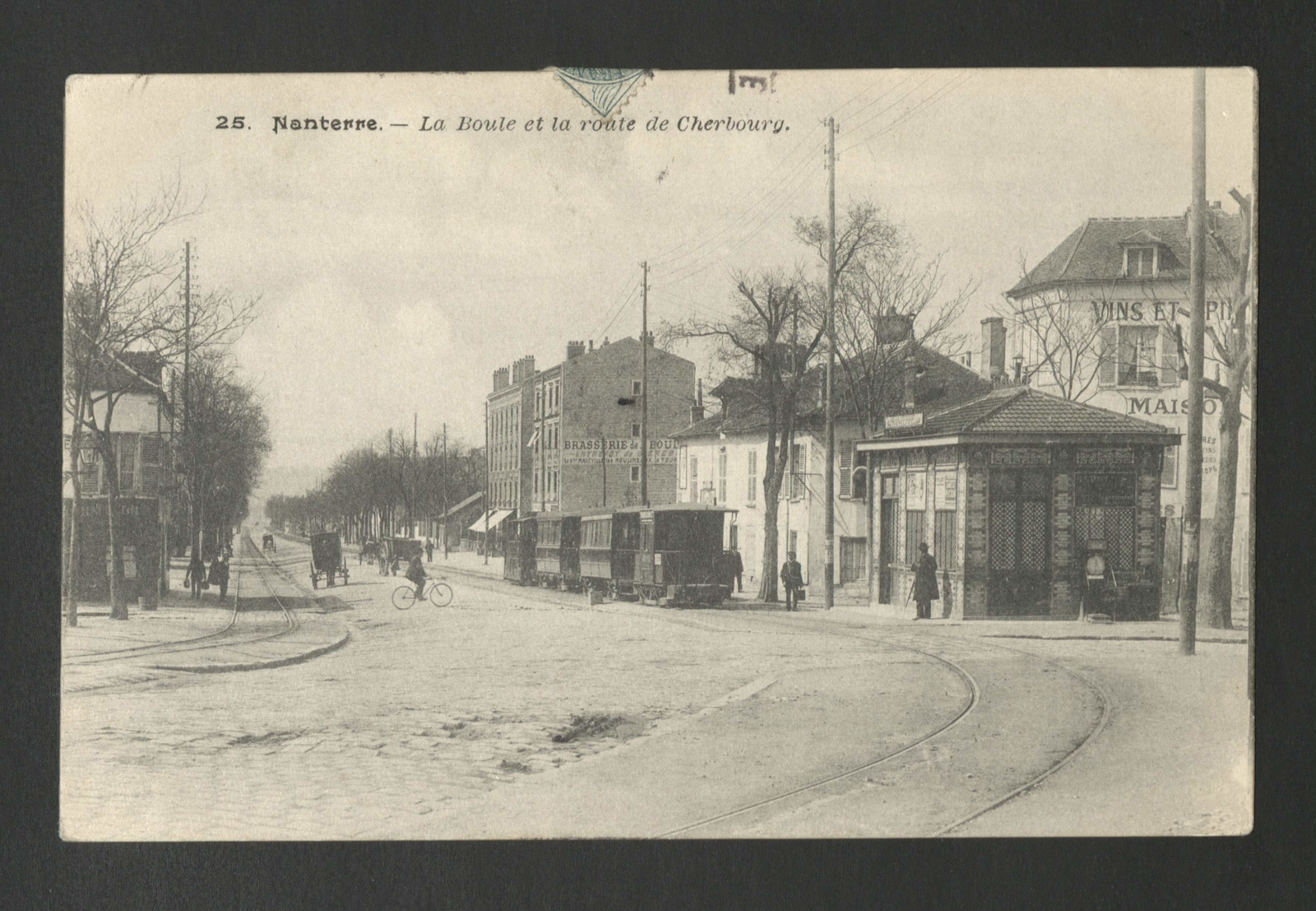
Carte postale : La place de la Boule et la route de Cherbourg.

Sa desserte ferroviaire est assurée par la gare de Nanterre-Ville.

## Origine du nom
Cette voie porte le nom de l'officier général français de la Première Guerre mondiale et maréchal de France Joseph Joffre (1852-1931).

## Historique
Après avoir été dénommée « route nationale de Paris à Cherbourg » et « route de Cherbourg » le Conseil Municipal de Nanterre lui donne le nom, après la Première Guerre mondiale, d'« avenue du Maréchal-Joffre ».

## Bâtiments remarquables et lieux de mémoire
- Au No 33bis, l'ancienne usine Electrométallurgique dite La Télémécanique Electrique[3], identifiant Mérimée IA00076123[4]. La société Télémécanique, créée en 1924 fut absorbée en 1988 par le groupe Schneider Electric.

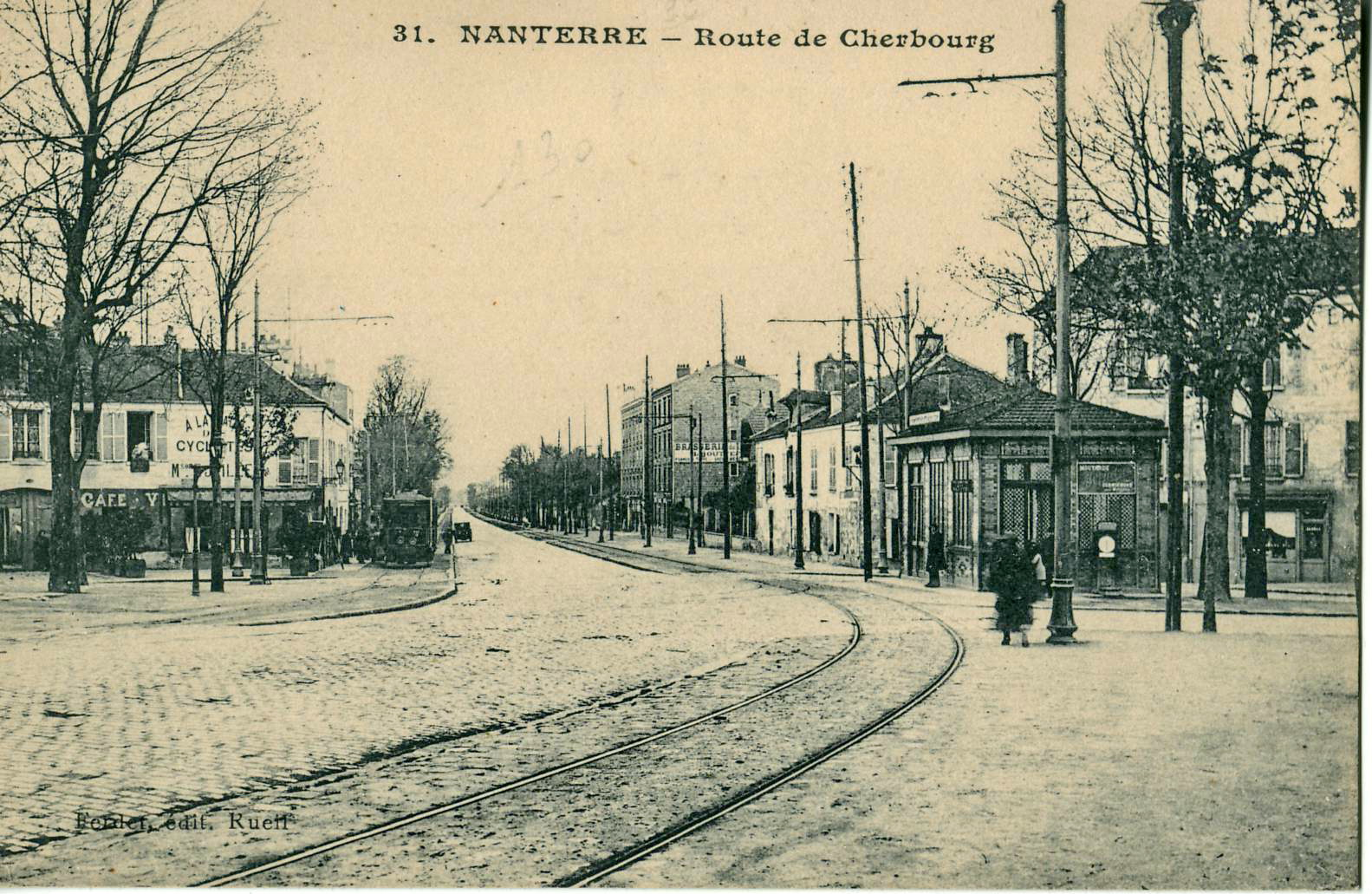
La route de Cherbourg à Nanterre.

- No 81 : Siège de l'Assistance médicale toit du monde.